# Faisà d'esperons gris

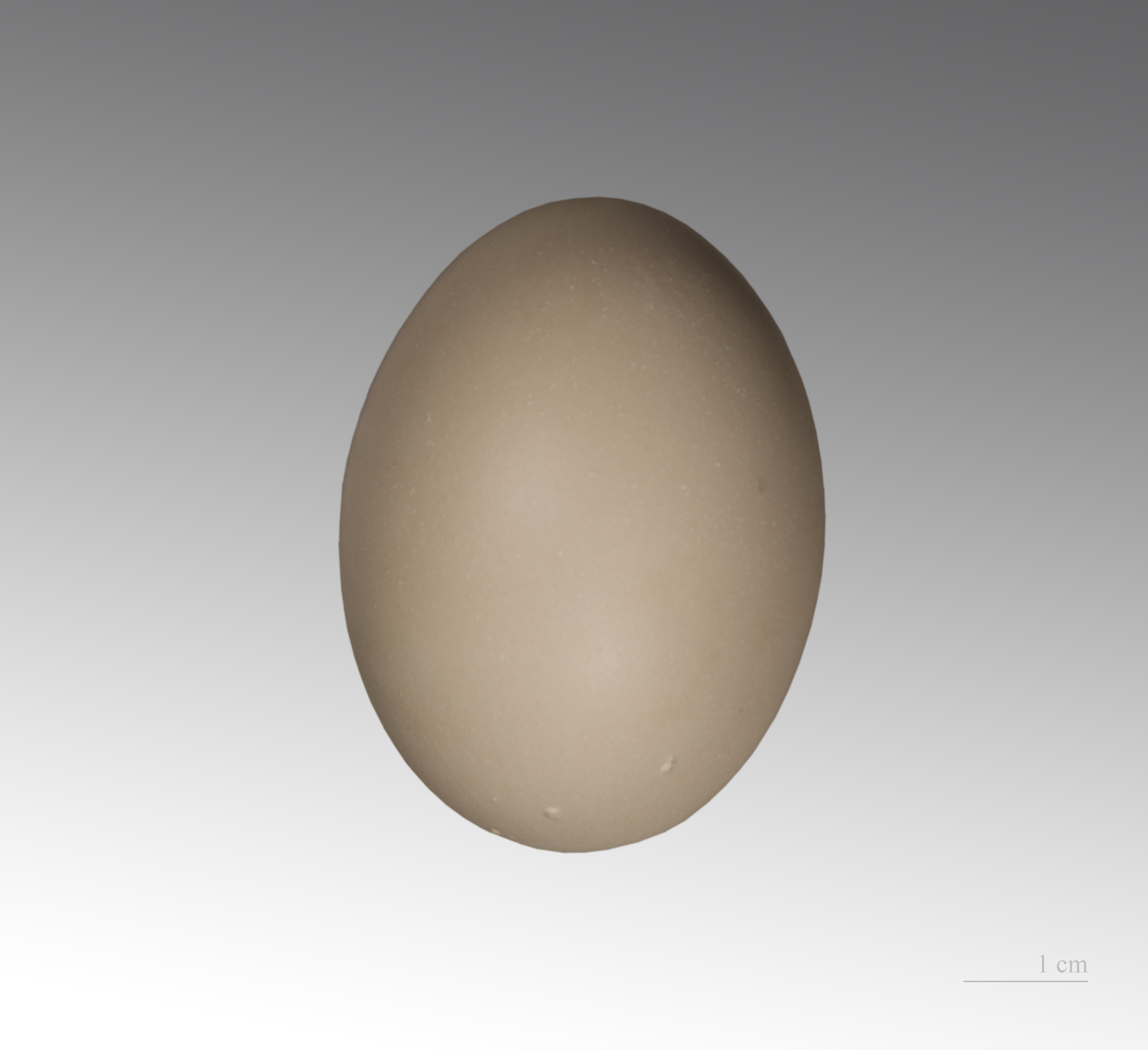
Polyplectron bicalcaratum

El faisà d'esperons gris (Polyplectron bicalcaratum) és una espècie d'ocell de la família dels fasiànids (Phasianidae) que habita la selva humida de l'est de l'Índia, sud-oest de la Xina, Myanmar, oest de Tailàndia, nord de Laos i meitat nord del Vietnam.